# 沼田出入口 (草津沼田道路)
沼田出入口（ぬまたでいりぐち）は、広島県広島市西区にある草津沼田道路の出入口である。草津沼田道路の終点となっている。

## 道路
- 草津沼田道路

## 接続する道路
- 広島県道71号広島湯来線
- （少し行って）国道2号西広島バイパス
- （少し行って）山陽自動車道五日市IC

## 周辺
ジ・アウトレット

## 隣
草津沼田道路
草津出入口 - 古田台出入口 - 沼田出入口